# Малая Дегтярка
Малая Дегтярка — деревня в Свердловской области, входящая в муниципальное образование Артинский городской округ.

## Географическое положение
Расположен в 20 км на западо-юго-запад от административного центра — посёлка городского типа Арти. Является частью Барабинского сельского совета.

## История
С 1 октября 2017 года согласно областному закону N 35-ОЗ статус изменён с посёлка на деревню.

## Население
| 2002 | 2010 | 2021 |
| ---- | ---- | ---- |
| 95   | ↘66  | ↘44  |